# Élections législatives islandaises de 1967
Les élections législatives islandaises de 1967 se déroulent le 11 juin 1967. Le Parti de l'indépendance reste le plus important parti du Parlement islandais, en gagnant 15 des 40 sièges de la Chambre basse de l'Althing.
Bjarni Benediktsson reste Premier ministre. La coalition entre le Parti de l'indépendance et le Parti social-démocrate est reconduite.

## Résultats
| Partis                   | Partis                          | Voix    | %     | +/−  | Sièges par chambre | Sièges par chambre | Sièges par chambre | Sièges par chambre |
| Partis                   | Partis                          | Voix    | %     | +/−  | Basse              | +/−                | Haute              | +/−                |
| ------------------------ | ------------------------------- | ------- | ----- | ---- | ------------------ | ------------------ | ------------------ | ------------------ |
|                          | Parti de l'indépendance (D)     | 36 036  | 37,50 | 3,93 | 15                 | 1                  | 8                  | en stagnation      |
|                          | Parti du progrès (B)            | 27 029  | 28,13 | 0,09 | 12                 | 1                  | 6                  | en stagnation      |
|                          | Alliance du peuple (G)          | 16 923  | 17,61 | 1,63 | 7                  | 1                  | 3                  | en stagnation      |
|                          | Parti social-démocrate (A)      | 15 059  | 15,67 | 1,46 | 6                  | 1                  | 3                  | en stagnation      |
|                          | Parti démocrate indépendant (H) | 1 043   | 1,09  | Nv.  | 0                  | en stagnation      | 0                  | en stagnation      |
|                          |                                 |         |       |      |                    |                    |                    |                    |
| Votes valides            | Votes valides                   | 96 090  | 98,20 |      |                    |                    |                    |                    |
| Votes blancs et nuls     | Votes blancs et nuls            | 1 765   | 1,80  |      |                    |                    |                    |                    |
| Total                    | Total                           | 97 855  | 100   | –    | 40                 | en stagnation      | 20                 | en stagnation      |
| Abstentions              | Abstentions                     | 9 246   | 8,63  |      |                    |                    |                    |                    |
| Inscrits / participation | Inscrits / participation        | 107 101 | 91,37 |      |                    |                    |                    |                    |